# Hello! Project
Pour les articles homonymes, voir Hello.

Le Hello! Project ou H!P (ハロー!プロジェクト, Harō! Purojekuto) est un vaste ensemble de groupes féminins de J-pop composés de jeunes idoles majoritairement japonaises, parfois lancées en solo, découvertes depuis 1997 par le producteur Tsunku. Le H!P est notamment connu pour le groupe Morning Musume et ses anciens sous-groupes Petit Moni et Mini Moni, populaires au Japon au début des années 2000. Parmi les célébrités issues du H!P figurent notamment Natsumi Abe, Maki Gotō, Mari Yaguchi, Ai Takahashi, Reina Tanaka et  Aya Matsūra.

## Présentation

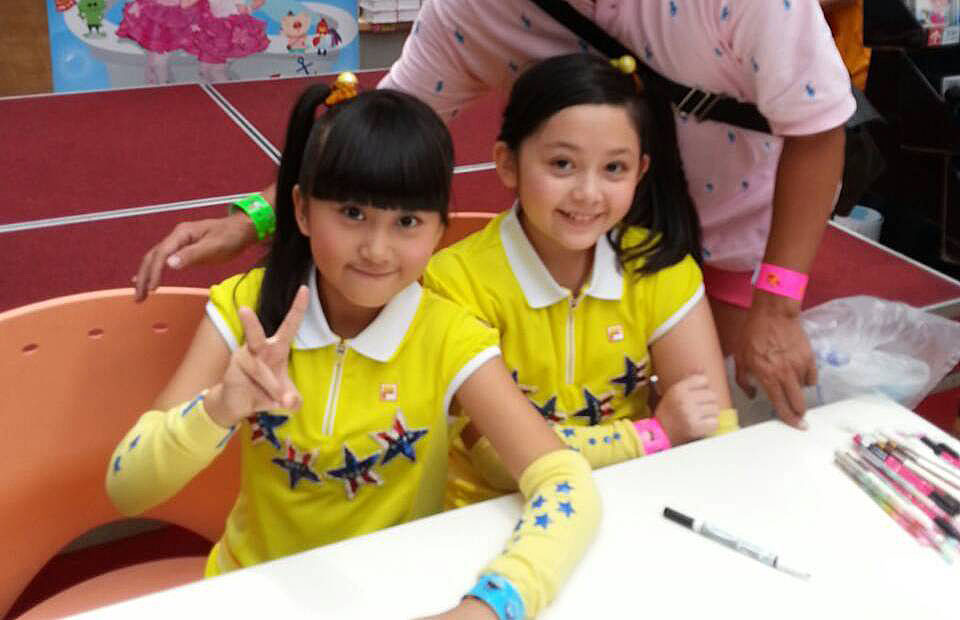
Les jeunes idoles Frances & Aiko, d'un Hello! Project, dans une séance d'autographes.

### Histoire
Le Hello! Project dépend de la compagnie de média Up-Front Group : ses artistes sont représentées par l'agence Up-Front Agency et sont éditées par la maison de disques Up-Front Works et ses labels : Zetima, Piccolo Town, Hachama... Elles sont sélectionnées adolescentes lors d'auditions par le producteur Tsunku, ex-chanteur du groupe pop Sharam Q, qui compose la quasi-totalité de leurs titres et prend toutes les décisions artistiques, comme la création ou la dissolution des groupes, ou les graduations d'artistes (ou sotsugyō). Les genres musicaux au H!P sont variés, mais il s'agit majoritairement de J-pop, plus rarement de genres plus traditionnels (enka, folk nippon).
Le Hello! Project se constitue à la fin des années 1990 par la réunion dans un même ensemble des productions de Tsunku, créées dans le cadre de l'émission télévisée Asayan. Le H!P était au départ le fan-club commun pour ses deux premières découvertes, Michiyo Heike et Morning Musume, puis le sous-groupe Tanpopo. D'abord nommé Hello! en 1998, il est renommé Hello! Project début 1999 avec l'intégration de nouveaux groupes que Tsunku crée ou prend sous son aile : Taiyo to Ciscomoon, Coconuts Musume et Country Musume. Devenu une véritable entreprise, son nom ne sera cependant vraiment exploité médiatiquement qu'à partir de 2002. Trois émissions télévisées hebdomadaires seront exclusivement consacrées aux artistes du H!P entre 1999 et 2008: Idol o Sagase!, Hello! Morning et  Haromoni@.
Les différents artistes du H!P participent souvent à des spectacles communs : concerts, comédies musicales, compétitions sportives internes en public, show télévisés, films,... Leur image, individuellement ou en groupes, est exploitée dans de nombreux produits dérivés : disques, DVD divers, livres de photos, cartes à collectionner, jeux vidéo, figurines, gadgets, publicités. Deux publics distincts sont visés : un public enfantin et adolescent s'identifiant à ces artistes, et un public adulte masculin adulescent ou otaku attiré par leur image innocente rassurante.
Quelques concerts d'artistes du H!P ont également été organisés hors du Japon, dans d'autres pays d'Asie et à Hawaï. Après un concert à Taïwan et deux à Séoul en 2008, les Morning Musume sont notamment les invités d'honneur de la convention Anime Expo à Los Angeles en juillet 2009, et sont donc les premiers artistes du H!P à se produire hors d'Asie, en excluant Hawaï, après toutefois leurs ex-collègues du duo Hangry & Angry apparues à la convention Sakura-Con de Seattle trois mois auparavant. À la même époque, le sous-groupe Buono est prévu participer à la convention Japan Expo de Stockholm, ce qui en aurait fait les premiers artistes du H!P à se produire en Europe, avant l'annulation de la convention pour raisons financières, et c'est à nouveau Hangry & Angry qui s'y produit en premier lors de la convention Chibi Japan Expo à Paris en fin d'année.
Les Morning Musume passent finalement en France pour un concert lors de la Japan Expo 2010 à Paris, et les Berryz Kōbō se produisent à la convention Sakura-con de Seattle en avril 2011.
En octobre 2014, Tsunku se retire du poste de directeur et producteur du Hello! Project à la suite de problèmes de santé le poussant à réduire ses activités ; il reste juste "sound producer" ("metteur en son") de Morning Musume pour qui il continue d'écrire quelques titres.

### Composition
Le Hello! Project compte actuellement plus d'une vingtaine de membres officielles actives, plus une quinzaine d'élèves, les « eggs », débutantes en formation ; près de 80 ex-membres ont déjà quitté le H!P ou en ont été transférées. Toutes sont des « idoles », c'est-à-dire au Japon de jeunes chanteuses adolescentes, également formées à la comédie, devant garder en public une image innocente, sans liaisons sentimentales ou conduites scandaleuses si bénignes soient-elles, qui ne leur seraient pas pardonnées par leur public et les médias et entraineraient leur mise à l'écart du H!P ou leur départ, voire leur renvoi comme dans le cas d'Ai Kago.
Bien que d'abord uniquement centré sur le marché japonais avec des castings nationaux, le Hello! Project intègre cependant dès 1999 cinq américaines d'origines ethniques variées, dont l'unique caucasienne du H!P, Danielle, dans le cadre du groupe Coconuts Musume, et Ruru, d'origine chinoise, au sein des Taiyo to Ciscomoon. Les membres étrangères du H!P sont toujours officiellement appelées par leur seul prénom, de même que celles japonaises du groupe « étranger » Coconuts Musume et du groupe régional Country Musume, contrairement aux autres membres nippones appelées par leur nom complet, mais qui bénéficient cependant de surnoms très utilisés par leurs fans.
Tsunku tente plus tard d'ouvrir le H!P au marché chinois en 2007 en intégrant aux Morning Musume à la surprise générale deux ressortissantes de ce pays qu'il a discrètement choisies sur place, Jun Jun et Lin Lin. Un site officiel chinois du H!P est créé, et une audition est organisée à Taïwan en 2008 pour former le premier groupe du H!P uniquement composé de chinoises, Ice CreaMusume. Est aussi sélectionné à cette occasion le duo de fillettes Frances & Aiko, qui porte alors à dix le nombre de membres chinoises. Celles-ci sont toujours appelées par un surnom officiel parfois japonisé qui leur est attribué à leur entrée au H!P. En juin 2009, c'est une jeune coréenne, Jang Dayun, qui est intégrée au H!P au terme de la première audition organisée en Corée, après un bref passage en 2006 d'une de ses compatriotes, Simmin. La tentative vers le marché chinois s'avèrera un échec, et la plupart des membres chinoises auront quitté le H!P à la fin 2010.

### Structure
Le concept du Hello! Project s'inspire de celui du super-groupe d'idoles Onyanko Club qui connut le succès au milieu des années 1980 avec sa cinquantaine de membres et ses propres « sous-groupes », solistes, formations changeantes, « graduations », auditions, shows TV... et dont s'inspirent aussi d'autres formations, comme Tokyo Performance Doll, Osaka Performance Doll et Checkicco dans les années 1990, ou AKB48 du même producteur dans les années 2000, aujourd'hui rival du H!P.
Le nombre et la liste des groupes et des artistes membres du Hello! Project évolue constamment. En effet, en plus des groupes réguliers créés pour durer, une quarantaine d'autres groupes spéciaux appelés « units » (unités) ont déjà été créés à titre provisoire pour être dissous après avoir sorti quelques disques, parfois un seul. Les premiers groupes spéciaux furent des sous-groupes des Morning Musume composés de certains de ses membres, dont le succès prolongea exceptionnellement la durée de vie sur plusieurs années. Puis vinrent les « shuffle units », tout d'abord créés chaque année le temps d'une chanson, mélangeant tous les solistes et membres des divers groupes du H!P en de nouvelles « unités », pour fêter l'arrivée de l'été. Le concept original est depuis abandonné, mais de nombreux groupes spéciaux continuent à être formés régulièrement pour diverses occasions pour une durée parfois indéterminée, constitués de divers membres du H!P pouvant déjà faire partie d'autres groupes ou en solo, avant d'être mis en sommeil sans être officiellement dissous, d'où parfois la difficulté à déterminer leur statut.
Une autre entité a été créée en 2002, le Hello! Project Kids, située à un échelon inférieur dans le H!P, dont les quinze membres, plus jeunes, suivirent des cours de danse et de chant dans une école rattachée à Up-Front dans l'objectif d'intégrer un des groupes du H!P, et formèrent plus tard les groupes Berryz Kōbō et °C-ute. Une deuxième entité du même type est créée en 2004, le Hello! Pro Egg, avec au départ une trentaine d'« élèves idoles » en formation appelées eggs (œufs), dont certaines ont déjà débuté au sein du H!P. De nouvelles eggs sont parfois recrutées en remplacement après auditions.

### Graduations
Le terme graduation est la traduction anglaise du terme japonais sotsugyō (卒業) adoptée par les fans anglophones du H!P et souvent utilisé (à tort) par calque de l'anglais par les francophones à la place du terme original, de même que l'adjectif dérivé « graduée » (de graduated). Ces termes désignent la fin d'un cycle, notamment scolaire avec une remise de diplôme de fin d'études au terme d'une cérémonie, dans certains pays dont le Japon. Dans le cadre de la J-pop et du H!P en particulier, ils désignent par analogie la fin de l'activité d'une membre au sein d'un groupe, et son départ vers un autre groupe ou en solo, ou son retrait définitif, après une cérémonie d'adieu lors d'un concert.
Le système des graduations ou de sotsugyō permet à la plupart des chanteuses de faire progresser leur carrière avec l'âge. En commençant dans un groupe, dans la plupart des cas Morning Musume, elles peuvent ensuite le quitter pour œuvrer en solo, parfois l'inverse comme Miki Fujimoto, ou intégrer une nouvelle formation, ou quitter le H!P pour fonder une famille ou se reconvertir. La « graduation » d'une membre du Hello! Project est prévue à l'avance, généralement décidée par la production, et se déroule lors d'une cérémonie d'adieu tenue à la fin d'un concert. D'autres chanteuses quittent parfois le H!P plus soudainement, notamment à la suite d'un scandale ou de toute autre cause imprévue, mais toujours officiellement de leur propre gré, à l'exception notable de la populaire Ai Kago qui dut être licenciée pour mauvaise conduite. La plupart de ces « graduées » se reconvertissent, seule une poignée d'entre elles réussissant à continuer dans le milieu artistique professionnel, comme Ai Kago, Maki Gotō et Ruru Honda signées depuis chez Avex, ou THE Possible transférées chez l'autre label de Tsunku, TNX. Les départs s'accompagnant généralement d'arrivées de nouvelles recrues sélectionnées lors d'auditions nationales annoncées à grand renfort de publicité, l'ensemble du H!P et plus spécifiquement les Morning Musume sont en mouvement constant.
Depuis 2006, les plus jeunes membres, en solo ou en groupes, étaient désignées sous l'appellation de Wonderful Hearts (cœurs merveilleux), les plus anciennes formant le Elder Club (club des anciennes), donnant souvent des concerts séparés. Fin octobre 2008, pour rajeunir l'effectif et l'image du H!P, est annoncée la « graduation » générale pour le 31 mars 2009 de tout le Elder Club : ses chanteuses solistes, dont Aya Matsuura et les ex-membres de Morning Musume, et les groupes Melon Kinenbi et Ongaku Gatas. L'annonce cause un certain émoi chez leurs fans qui les suivaient depuis parfois plus de dix ans au sein du H!P. Ces artistes continuent désormais leur carrière au sein de la compagnie mère Up-Front depuis avril 2009, bénéficiant désormais de sites web et fan-clubs attitrés, dont un en commun pour les anciennes membres des Morning Musume dites "Morning Musume OG" (pour "Old Girl" dans le sens japonais de ex-étudiante ou ex-employée, ici ex-membre d'un groupe) : le M-line club.

## Groupes du H!P
Le Hello! Project comprend quelques groupes réguliers créés pour durer, et quelques chanteuses en solo (également listées ici par exhaustivité). Les autres groupes sont officiellement des "units", groupes spéciaux provisoires à thèmes, composés de membres appartenant en parallèle à des groupes réguliers, dont le statut exact n'est pas toujours connu ; certains sont créés spécifiquement pour des séries anime et leurs génériques. Les sous-groupes ont un statut particulier du fait de leurs longues durées d'activité. En juillet 2009, sept anciennes "units" furent provisoirement réactivées et recomposées avec de nouveaux membres choisis parmi ceux alors actifs au H!P, dans la vieille tradition des "shuffle units", le temps d'une chanson chacune pour un album de reprises, Champloo.

### Groupes actifs
| Groupes réguliers - Morning Musume。(1997-) - Angerme (S/mileage) (2009-) - Juice=Juice (2013-) - Tsubaki Factory (2015-) - BEYOOOOONDS (2018-) - OCHA NORMA (2021-) - Rosy Chronicle (2024-) | Structure - Hello! Pro Kenshūsei (2004-) - Hello! Pro Kenshuusei Hokkaido (2016-2021) |

### Groupes inactifs
| Sous-groupes - Tanpopo (1998-2003) - Petit Moni。(1999-2003) - Mini Moni。(2000-2004) - Buono! (2007-2017) Groupes réguliers - Coconuts Musume。(1999-2008) - Country Musume。(1999-2009) - Taiyō to Ciscomoon (1999-2000) renommé T&C Bomber (2000) - Sheki-Dol (2000-2002) - W (Double You) (2004-2007) - V-u-den (Biyūden) (2004-2008) - Melon Kinenbi (2000-2010) - Ongaku Gatas (2007-2010) - Ice CreaMusume。(2008-2010) - SI☆NA (2008-2011) - Berryz Kōbō (2004-2015) - °C-ute (2005-2017) - Country Girls (2014-2019) (En pause) - Kobushi Factory (2015-2020) Groupes hors H!P affiliés - Baka Tono-sama to Minimoni Hime (2002) (Mini Moni + Ken Shimura) - Ichii Sayaka in Cubic-Cross (2002~3) - Gyaruru (2007) (& Nozomi Tsuji) - Mai SatodaPabo (2007-2008) (& Mai Satoda) - Aladdin (2008) (& Mai Satoda) - Satoda Mai with Gōda Kyōdai (2008) - Mai Satoda with Gōda Kazoku (2009) - Team Dekaris (2009) - Afternoon Musume (2010) - Dream Morning Musume。(2011-2012) - Hangry & Angry (2008-2012) - THE Possible / Ciao Bella Cinquetti (2006-2018) - ABCHO (2012-2018) | Groupes spéciaux - Gomattō (2002) (trois solistes) - ZYX (2003) (débuts de H!P Kids) - Aa! (2003) (débuts de H!P Kids) - ROMANS (2003) (sexy unit) - Nochiura Natsumi (2004) (trois solistes) - DEF.DIVA (2005) (quatre solistes) - Tomoiki Ki wo Uetai (2005-2008) (H!P Egg) - GAM (2006-2007) (Matsuura & Fujimoto) - Abe Natsumi & Yajima Maimi (2008) - Bekimasu (2011) - Hello! Project Mobekimasu (2011) Groupes spéciaux Morning Musume - Venus Mousse (2002) (publicité Pocky) - Pocky Girls (2002) (publicité Pocky) - Morning Musume。Otome Gumi (2003) - Morning Musume。Sakura Gumi (2003) - Eco Moni。(2004-2007) (écologie) - Morning M. Tanjō 10nen Kinentai (2007) - Muten Musume。(2010) (publicité) Groupes spéciaux pour anime - Mini Hams (2001-2002) (Minimoni, Hamtaro) - Ayayamu with Eco Hams (2004) (Hamtaro) - Athena (2007) (Tsuji, Robby & Kerobby) - Athena & Robikerottsu (2007) (Robby & K.) - Tsukishima Kirari starring Kusumi Koharu (Morning Musume。) (2006-2009) (Kilari) - Kira☆Pika (2007) (Kilari) - MilkyWay (2008-2009) (Kilari) - Guardians 4 (2009-2010) (Shugo Chara!) - Shugo Chara Egg! (2008-2010) (Shugo Chara!) - Lilpri (2010-2011) (Lilpri) | Shuffle Units - Akagumi 4 (2000) - Kiiro 5 (2000) - Aoiro 7 (2000) - 3-nin Matsuri (2001) - 7-nin Matsuri (2001) - 10-nin Matsuri (2001) - Happy 7 (2002) - Sexy 8 (2002) - Odoru 11 (2002) - SALT 5 (2003) - 7 AIR (2003) - 11 WATER (2003) - H.P. All Stars (2004) - Elegies (2005) - Sexy Otonajan (2005) - Puripuri Pink (2005) Shuffle Units 2009 - High-King - Aa! - Tanpopo # - ZYX-α - Zoku V-u-den - Petit Moni V - Shin Mini Moni。 | Groupes temporaires Satoyama Movement Units - Peaberry (2012-2016) - DIY♡ (2012-2016) - Green Fields (2012-2016) - Harvest (2012-2016) - Jurin (2013-2016) - Sato no Akari (2014-2016) - Odatomo (2014-2016) - Triplet (2014-2016) - Kamiishinaka Kana (2017) Satoumi Movement Units - Mellowquad (2013-2016) - Dia Lady (2013-2016) - HI-FIN (2013-2016) |

### Groupes anecdotiques
(Cette section détaille quelques groupes temporaires trop anecdotiques pour justifier des articles, et leurs singles éventuels)
Bello!formé en 2009 sur le modèle de Buono!, composé de Yurina Kumai (Berryz Kobo), Maimi Yajima et Erika Umeda (Cute).
Ex-ceed!formé en 2010 à l'occasion de l'exposition universelle de Shanghai, composé de Jun Jun (Morning Musume), Lin Lin (idem), Miyabi Natsuyaki (Berryz Kobo), et Koharu Kusumi (Up-Front) ; n'a pas sorti de disque.
Reborn Eleven (リボーンイレブン)formé en 2011 pour promouvoir une pièce de théâtre, Reborn ~Inochi no Audition~ ; composé de Risa Niigaki, Reina Tanaka, Mizuki Fukumura, Erina Ikuta, Riho Sayashi, Kanon Suzuki, Haruka Kudō (toutes de Morning Musume), Erika Miyoshi, Minami Sengoku, Saki Mori (toutes de Up-Front), et Karin Miyamoto (Hello! Pro Egg)
1. 10 août 2011 : Reborn ~Inochi no Audition~ (リボーン～命のオーディション～?) (en distribution limitée)

CAT'S EYE 7 (キャッツ♥アイ セブン, « Cat's Eye Seven »)formé en 2012 pour promouvoir une pièce de théâtre adaptée du manga Cat's Eye, composé de Saki Shimizu, Maasa Sudo, Risako Sugaya, Yurina Kumai (toutes de Berryz Kobo), Maimi Yajima, Mai Hagiwara, Saki Nakajima (toutes de Cute)
1. 7 novembre 2012 : CAT'S♥EYE (reprise de Cat's Eye d'Anri)

Peaberryformé en juillet 2012, composé de Riho Sayashi (Morning Musume) et Ayaka Wada (S/mileage)
1. 7 novembre 2012 : Cabbage Hakusho / Forest Time (キャベツ白書 / フォレストタイム?) (Peaberry / Harvest)
2. 27 février 2013 : Cabbage Hakusho ~Haru Hen~ (キャベツ白書～春編～?)

Harvestformé en octobre 2012, composé de Erina Ikuta, Ayumi Ishida, Masaki Satō (Morning Musume), et Akari Takeuchi (S/mileage)
1. 7 novembre 2012 : Cabbage Hakusho / Forest Time (キャベツ白書 / フォレストタイム?) (Peaberry / Harvest)

DIY♡(pour « Dance In Your heart ») formé en juillet 2012, composé de Haruna Iikubo (Morning Musume), Chinami Tokunaga et Miyabi Natsuyaki (Berryz Kobo), Maimi Yajima et Saki Nakajima (°C-ute)
1. 7 novembre 2012 : Fore-Fore (フォレフォレ?) ~Forest For Rest~ / Boys be ambitious! (DIY / Green Fields)

GREEN FIELDSformé en octobre 2012, composé de Saki Shimizu (Berryz Kobo), Aika Mitsui (soliste), et Yuka Miyazaki (débutante de Up-Front)
1. 7 novembre 2012 : Fore-Fore (フォレフォレ?) ~Forest For Rest~ / Boys be ambitious! (DIY / Green Fields)
2. 3 avril 2013 : Tokainaka no Kare (都会田舎の彼?)

Dia Lady (ダイヤレディー)formé en février 2013, composé de Risako Sugaya (Berryz Kobo) et Airi Suzuki (°C-ute)
1. 7 août 2013 : Lady Mermaid / Eiya-sa! Brother / Kaigan Shisô Danshi (レディーマーメイド...?) (Dia Lady / Mellowquad / HI-FIN)

Mellowquad (メロウクアッド)formé en février 2013, composé de Chinami Tokunaga, Miyabi Natsuyaki (Berryz Kobo), Maimi Yajima et Chisato Okai (°C-ute)
1. 7 août 2013 : Lady Mermaid / Eiya-sa! Brother / Kaigan Shisô Danshi (... エイヤサ!ブラザー...?) (Dia Lady / Mellowquad / HI-FIN)

HI-FINformé en février 2013 sous le nom Plumeria, puis renommé HI-FIN en juin suivant d'après les initiales des noms de ses membres : Erina Ikuta, Ayumi Ishida (Morning Musume), Saki Nakajima, Mai Hagiwara (°C-ute), et Kanon Fukuda (S/mileage).
1. 7 août 2013 : Lady Mermaid / Eiya-sa! Brother / Kaigan Shisô Danshi (... 海岸清掃男子?) (Dia Lady / Mellowquad / HI-FIN)

Jurin (ジュリン)formé en juillet 2013, composé de Masaki Satō et Karin Miyamoto
1. 4 septembre 2013 : Hotaru Matsuri no Hi (ほたる祭りの日?)

Sato no Akari (さとのあかり)formé en mars 2014, composé de Masaki Satō (Morning Musume'14), Rina Katsuta (S/mileage) et Akari Uemura (Juice=Juice)
1. 23 avril 2014 : Aa, Subarashiki Hibi yo / Dream Last Train / Kodachi wo Nukeru Kaze no You ni (嗚呼、素晴らしき日々よ / Dream Last Train / 木立を抜ける風のように?) (Sato no Akari / Triplet / ODATOMO)

Triplet (トリプレット)formé en mars 2014, composé de Chisato Okai (°C-ute), Haruka Kudō (Morning Musume'14) et Sayuki Takagi (Juice=Juice)
1. 23 avril 2014 : Aa, Subarashiki Hibi yo / Dream Last Train / Kodachi wo Nukeru Kaze no You ni (嗚呼、素晴らしき日々よ / Dream Last Train / 木立を抜ける風のように?) (Sato no Akari / Triplet / ODATOMO)

ODATOMOformé en mars 2014, composé de Sakura Oda (Morning Musume'14) et Tomoko Kanazawa (Juice=Juice)
1. 23 avril 2014 : Aa, Subarashiki Hibi yo / Dream Last Train / Kodachi wo Nukeru Kaze no You ni (嗚呼、素晴らしき日々よ / Dream Last Train / 木立を抜ける風のように?) (Sato no Akari / Triplet / ODATOMO)

## Membres du H!P
Entre parenthèses figurent les années d'activité au H!P. De 2006 à mars 2009, les membres du H!P étaient officiellement divisées en deux sections: les plus jeunes étaient regroupées en "Wonderful Hearts", et les plus anciennes (ex-membres des Morning Musume et de V-u-den, Melon Kinebi, Ongaku Gatas, solistes) en "Elder Club" dont la "graduation" générale a lieu le 31 mars 2009, mais qui restent actives, transférées chez Up-Front ou au M-line club. Certaines sont désignées comme "solistes"  bien que sans activité discographique, souvent actives dans d'autres domaines (comédie, radio, TV...). En dehors du cas du Elder Club et de The Possible transféré en 2007 au Nice Girl Project! parallèle, les ex-membres « graduées » du H!P partent officiellement de leur plein gré, sauf exceptions, mais certaines ont pu être officieusement poussées au départ pour insuccès ou divers motifs jugés incompatibles avec l'image du H!P (âge, liaisons, scandales...).

### Membres actives
| Morning Musume。 - Sakura Oda (2011-2026) - Miki Nonaka (2014-) - Maria Makino (2012-) - Akane Haga (2013-2025) - Reina Yokoyama (2016-2025) - Rio Kitagawa (2019-) - Homare Okamura (2019-) - Mei Yamazaki (2016-) - Rio Sakurai (2022-) - Haruka Inoue (2023-) - Ako Yumigeta (2023-) Angerme (S/mileage) - Layla Ise (2018-) - Rin Hashisako (2016-) - Rin Kawana (2020-) - Shion Tamenaga (2017-) - Wakana Matsumoto (2020-) - Yuki Hirayama (2019-) - Yukiho Shimoitani (2022-) - Hana Goto (2022-) - Momoha Nagano (2025-) Juice=Juice - Ruru Dambara (2013-) - Yume Kudo (2016-) - Riai Matsunaga (2017-) - Rei Inoue (2012-) - Ichika Arisawa (2020-) - Risa Irie (2021-) - Kisaki Ebata (2019-) - Sakura Ishiyama (2020-) - Akari Endo (2022-) - Mifu Kawasima (2021-) - Niina Hayashi (2023-) | Tsubaki Factory - Ami Tanimoto (2014-) - Mizuho Ono (2015-) - Saori Onoda (2014-) - Mao Akiyama (2015-) - Yuumi Kasai (2021-) - Marine Fukuda (2021-) - Runo Yofu (2019-) - Mihane Ishii (2024-) - Yuu Murata (2024-) - Fuka Doi (2024-) - Itsuki Nishimura (2024-) BEYOOOOONDS CHICA#TETSU - Shiori Nishida (2016-) - Saya Eguchi (2017-) Ame no mori Kawa umi - Kurumi Takase (2015-) - Kokoro Maeda (2015-) - Minami Okamura (2017-) - Momohime Kiyono (2016-) ONLY YOU - Miyo Hirai (2018-) - Honoka kobayashi (2018-) - Utano Satoyoshi (2018-) | OCHA NORMA - Kirara Yonemura (2016-) - Nanami Kubota (2017-) - Madoka Saito (2018-) - Natsume Nakayama (2017-) - Ruli Hiromoto (2019-) - Miku Nishizaki (2019-) - Momo Kitahara (2019-) - Roko Tsutsui (2021-) Rosy Chronicle - Honoka Hashida (2019-) - Hinoha Yoshida (2021-) - Karin Onoda (2018-) - Ayana Murakoshi (2019-) - Hasumi Uemura (2019-) - Yulia Matsubara (2017-) - Hana Shimakawa (2024-) - Rena Kamimura (2022-) - Yume Soma (2024-) | Hello! Pro Kenshuusei - Yurika Asano (2024-) - Chihiro Miyakoshi (2024-) - Mano Otsubo (2024-) - Hikari Yoshida (2024-) - Meisa Sugihara (2024-) - Rua Hottori (2024-) - Aoi Sakamoto (2025-) - Moa Suzuki (2025-) - Hanano Ishikawa (2025-) - Yuna Aoki (2024-) - Karin Nemoto (2025-) - Riho Miyazaki (2025-) - Airi Ohno (2025-) - Aika Higuchi (2025-) - Sara Someya (2025-) |

### Membres transférées

#### M-line
| Ex- Morning Musume - Yūko Nakazawa (1997-2009) (ex-soliste) - Kaori Iida (1997-2009) (ex-soliste) - Kei Yasuda (1998-2009) - Mari Yaguchi (1998-2009) - Rika Ishikawa (2000-2009) - Nozomi Tsuji (2000-2009) (ex-W) - Ai Takahashi (2001-2011) - Reina Tanaka (2003-2013) - Sayumi Michishige (2003-2014) - Haruka Kudō (2010-2017) - Haruna Iikubo (2011-2018) - Masaki Satō (2011-2021) - Chisaki Morito (2014-2022) - Mizuki Fukumura (2008-2023) - Ayumi Ishida (2011-2024) - Erina Ikuta (2011-2025) | Berryz Kōbō - Māsa Sudō (2002-2015) - Yurina Kumai (2002-2015) - Miyabi Natsuyaki (2002-2015) Ex- Cute - Maimi Yajima (2002-2017) - Saki Nakajima (2002-2017) - Airi Suzuki (2002-2017) Ex- Juice=Juice - Yuka Miyazaki (2012-2019) - Karin Miyamoto (2008-2020) - Manaka Inaba (2014-2022) - Akari Uemura (2012-2024) | Ex- ANGERME - Rina Katsuta (2009-2019) - Akari Takeuchi (2008-2023) - Rikako Sasaki (2013-2024) - Moe Kamikokuryo (2015-2025) Ex- Tsubaki Factory - Riko Yamagishi (2012-2023) Ex- Country Girls - Mai Ozeki (2014-2019) |

#### Autres
| THE Possible - Yuki Gotō (2004-2007) - Yurika Akiyama (2004-2007) - Aina Hashimoto (2004-2007) - Kanami Morozuka (2004-2007) - Robin Shōko Okada (2004-2007) | Solistes - Aya Matsūra (2001-2009) - Yuki Maeda (2003-2009) - You Kikkawa (2007-2010) - Sayaka Kitahara (2004-2011) - Erina Mano (2006-2013) |

### Autres ex-membres
| Solistes - Michiyo Heike (1997-2002) - Chinatsu Miyoshi (1999-2000) - Rika Ishii (2001-2002) Morning Musume。 - Asuka Fukuda (1997-1999) - Aya Ishiguro (1997-2000) - Sayaka Ichii (1998-2000) - Ai Kago (2000-2007) (Ex-W, renvoi) - Maki Gotō (1999-2007) (ex-soliste) - Natsumi Abe (1997-2009) (ex-soliste) - Hitomi Yoshizawa (2000-2009) - Makoto Ogawa (2001-2009) - Asami Konno (2001-2009) - Miki Fujimoto (2002-2009) (ex-soliste) - Koharu Kusumi (2005-2009) (ex-soliste) - Eri Kamei (2003-2010) - Jun Jun (ou Junjun, 2007-2010) - Lin Lin (ou Linlin, 2007-2010) - Risa Niigaki (2001-2012) - Kanon Suzuki (2011-2016) - Haruna Ogata (2014-2018) - Aika Mitsui (solo : 2012-2018) (ex-soliste) - Riho Sayashi (solo : 2016-2018) (ex-soliste) - Kaede Kaga (2012-2022) Coconuts Musume。 - April (Barbaran) (1999) - Chelsea (Ching) (1999) - Danielle (Delaunay) (1999-2001) - Lehua (Sandbo) (2000-2002) - Mika (Todd) (1999-2004) - Ayaka (Kimura) (1999-2008) Country Musume。 - Hiromi (Yanagihara) (1999) (décès) - Azusa (Kobayashi) (1999) - Rinne (Toda) (1999-2002) - Asami (Kimura) (2000-2007) - Miuna (Saitō) (2003-2007) - Mai Satoda (2002-2009) Taiyo to Ciscomoon - Miho Shinoda (1999-2000) - Miwa Kominato (1999-2000) - RuRu (Honda) (1999-2000) - Atsuko Inaba (1999-2009) | Sheki-Dol - Ami Kitagami (2000-2002) - Ibuki Ōki (2000-2001) - Mami Suenaga (2001-2002) - Saki Arai (2001-2002) Melon Kinenbi - Hitomi Saitō (2000-2009) - Megumi Murata (2000-2009) - Masae Ōtani (2000-2009) - Ayumi Shibata (2000-2009) Berryz Kōbō - Saki Shimizu (2002-2015) - Chinami Tokunaga (2002-2015) - Risako Sugaya (2002-2015) - Momoko Tsugunaga (2002-2017) °C-ute - Chisato Okai (2002-2017) - Mai Hagiwara (2002-2017) Kobushi Factory - Ayaka Hirose (2014-2020) - Minami Nomura (2012-2020) - Ayano Hamaura (2011-2020) - Sakurako Wada (2012-2020) BEYOOOOONDS CHICA#TETSU - Reina Ichioka (2012-2024) Ame no mori Kawa umi - Yuhane Yamazaki (2016-2024) SI☆NA - Nana Nakayama (2008-2009) - Ai Suma (2008-2011) - Asami Abe (2008-2011) - Manami Iwashima (2008-2011) Ice CreaMusume。 - Shen Shen (2008-2010) - Gū-chan (2008-2010) - Pei Pei (2008-2010) - Rei Rei (2008-2010) - Anchii (2008-2010) - Yūko (2008-2010) Frances & Aiko - Frances (2009-2012) - Aiko (2009-2012) | Autres membres Ex-Berryz Kobo - Maiha Ishimura (2002-2005) Ex-°C-ute - Megumi Murakami (2002-2006) - Kanna Arihara (2004-2009) - Erika Umeda (2002-2009) Ex-S/mileage - Saki Ogawa (2004-2011) - Fuyuka Kosuga (2004-2011) - Yūka Maeda (2004-2011) - Kanon Fukuda (2004-2015) - Meimi Tamura (2011-2016) - Maho Aikawa (2014-2017) - Ayaka Wada (2004-2019) - Kana Nakanishi (2011-2019) - Musubu Funaki (2013-2020) - Mizuki Murota (2012-2020) - Kasahara Momona (2016-2021) - Ayano Kawamura (2016-2024) Ex-Juice=Juice - Aina Otsuka (2011-2013) - Nanami Yanagawa (2015-2019) - Sayuki Takagi (2009-2021) - Tomoko Kanazawa (2012-2021) Ex-Country Girls - Uta Shimamura (2014-2015) - Risa Yamaki (2013-2019) Ex-;Kobushi Factory - Rio Fujii (2013-2017) - Rena Ogawa (2011-2017) - Natsumi Taguchi (2011-2017) Ex-;Tsubaki Factory - Risa Ogata (2014-2020) - Kiki Asakura (2014-2023) - Yumeno Kishimoto (2012-2023) - Kisora Niinuma (2013-2024) - Shiori Yagi (2021-2025) de divers groupes - Mika Mutō (2004-2008) - Yuri Sawada (2004-2009) - Kaede Ōse (2004-2007) - Yui Okada (2004-2009) - Erika Miyoshi (2004-2009) - Miki Korenaga (2004-2009) - Arisa Noto (2004-2009) - Minami Sengoku (2004-2010) - Akari Saho (2004-2011) - Irori Maeda (2006-2011) - Haruka Oota (2016-2022) |

## Discographie commune
En plus des disques des groupes et solistes du H!P, sortent aussi régulièrement des compilations annuelles de titres des divers artistes, les "Petit Best" ou "Pucchi Best", ou des séries d'albums en communs réunissant plusieurs chanteuses du H!P pour des reprises ou des chansons thématiques, les "Douyou Pops" et "Folk Songs". Une série "Mega Best" sortit à l'occasion de la graduation du elder club.

### Albums
Série Douyou Pops
- 2001.11.29 : The Dōyō Pops 1 - Xmas to Fuyu no Uta Shū
- 2002.02.20 : The Dōyō Pops 2 - Haru no Uta Shū
- 2002.06.25 : The Dōyō Pops 3 - Natsu no Uta Shū
- 2002.09.04 : The Dōyō Pops 4 - Aki no Uta Shū
- 2002.12.04 : Shinsaku Dōyō Pops 1 (ichi)
- 2003.03.06 : Shinsaku Dōyō Pops 2 (ni)

Série Folk Songs
- 2001.11.29 : Folk Songs
- 2002.05.22 : Folk Songs 2
- 2002.10.23 : FS3 Folk Songs 3
- 2003.05.21 : FS4 Folk Songs 4
- 2004.02.25 : FS5 Sotsugyō (FS5 Graduation)

Albums divers
- 2002.10.30 : Club Hello! Trance Remix
- 2009.07.15 : Chanpuru 1 ~Happy Marriage Song Cover Shū~

### Compilations
- 2001.06.18 : Together! -Tanpopo, Petit, Mini, Yūko-
- 2013.12.31 : Hello! Project no Zenkyoku Kara Atsumechaimashita! Vol. 1
- 2013.12.31 : Hello! Project no Zenkyoku Kara Atsumechaimashita! Vol. 2
- 2014.07.09 : Hello! Project no Zenkyoku Kara Atsumechaimashita! Vol. 3
- 2014.07.09 : Hello! Project no Zenkyoku Kara Atsumechaimashita! Vol. 4

Série Petit Best
- 2000.04.26 : Petit Best ~Ki Ao Aka~
- 2001.12.19 : Petit Best 2 ~3, 7, 10~
- 2002.12.18 : Petit Best 3
- 2003.12.17 : Petit Best 4
- 2004.12.22 : Petit Best 5
- 2005.12.21 : Petit Best 6
- 2006.12.20 : Petit Best 7
- 2007.12.12 : Petit Best 8
- 2008.12.10 : Petit Best 9
- 2009.12.02 : Petit Best 10
- 2010.12.15 : Petit Best 11
- 2011.12.07 : Petit Best 12
- 2012.12.05 : Petit Best 13
- 2013.12.11 : Petit Best 14
- 2014.12.10 : Petit Best 15

Série Mega Best
- 2008 : Hello! Project Shuffle Units - Mega Best
- 2008 : Hello! Project Special Units - Mega Best
- 2008 : Taiyo & Ciscomoon / T&C Bomber - Mega Best
- 2008 : Tanpopo / Petit Moni - Mega Best
- 2008 : Country Musume - Mega Best
- 2008 : Melon Kinenbi - Mega Melon
- 2008 : Yuko Nakazawa - Legend
- 2008 : Natsumi Abe - Best Selection (...)

## Spectacles du H!P

### Auditions
Les auditions pour recruter de nouveaux membres sont un spectacle en soi, annoncées à grand renfort de publicité, dont les différentes étapes sont diffusées lors d'émissions télévisées leur étant parfois entièrement consacrées. La plupart sont nationales, avec des limites d'âge précises, d'autres sont limitées à certaines régions du Japon ou même du monde (Hawaï, Taïwan, Corée). Les premières auditions du H!P étaient destinées à former à chaque fois un groupe régulier précis. Depuis 2002, les membres sont recrutées au sein de sous-sections pour les débutantes (Kids, puis Eggs), d'où elles pourront rejoindre plus tard d'autres formations suivant les besoins. D'autres auditions spéciales, non-listées ici, peuvent être organisées pour recruter spécifiquement pour un groupe en particulier, notamment pour Morning Musume.
- 09/1997 : Sharam Q Rock Vocalist Audition (show TV Asayan) : Michiyo Heike et Morning Musume
- 11/1998 : Pacific Dream Pop Singer Contest à Hawaii : sélection des Coconuts Musume
- 02/1999 : Tsunku Produce Unit Audition (show TV Asayan) : sélection des Taiyo to Ciscomoon
- 04/1999 : Country Musume Member Audition (show TV Idol o Sagase) : sélection des Country Musume
- 02/1999 : 1st Morning Musume & Heike Michiyo Protegee Audition : sélection de Chinatsu Miyoshi
- 05/1999 : 2nd Morning Musume & Heike Michiyo Protegee Audition : sélection des Melon Kinenbi
- 09/1999 : 3rd Morning Musume & Heike Michiyo Protegee Audition : aucune sélectionnée
- 05/2000 : 4th Morning Musume & Heike Michiyo Protegee Audition : sélection de Aya Matsuura et Sheki-Dol
- 06/2002 : Hello! Project Kids Audition : sélection de 15 Hello! Project Kids, futures Berryz Koubou et °C-ute
- 07/2003 : Tsunku Produce Hello! Project Shin Unit Audition : sélection de Erika Miyoshi (Biyûden)
- 06/2004 : Hello! Pro Egg Audition : 32 Hello! Pro Egg dont Yui Okada, Kanna Arihara, THE Possible, 4 Ongaku Gatas
- 11/2005 : Hello! Project Kansai Audition : sélection des 4 futures SI☆NA et de Irori Maeda
- 02/2006 : Up-Front Group Egg Audition : sélection de 3 nouvelles "eggs" dont Erina Mano
- 06/2008 : Up-Front Egg Audition : sélection de 3 nouvelles "eggs"
- 09/2008 : Hello! Project New Star Audition à Taïwan : sélection des Ice Cream Musume et Frances & Aiko
- 06/2009 : Meet Tokyo Girl, Audition du H!P en Corée : sélection de Jang Dayun

### Tournées
En plus de tournées spécifiques à chaque groupe ou artiste, parfois communes à deux ou trois d'entre eux, des minis-tournées sont organisées chaque année avec toutes les membres du H!P réunies. Ces tournées communes présentaient au début les différents groupes et artistes se produisant les uns après les autres lors d'un même spectacle. Depuis, les différents membres se mélangent aussi en de nouvelles formations ponctuelles inédites qui interprètent chacune aléatoirement un des titres des divers artistes du H!P. Les premières tournées présentaient tous les membres et débutantes du H!P lors d'un même spectacle. Devant leur nombre croissant, pour les tournées communes les membres sont maintenant divisées en deux sous-groupes thématiques géants donnant chacun des spectacles séparés, comme Akagumi et Shirogumi en 2005, et "Wonderful Hearts" et "Elder Club" ces dernières années.
- 1998 : First Concert Hello!
- 1999 : Hello! Project Happy New Year '99
- 1999 : Hello! Project '99
- 2000 : Hello! Project Happy New Year 2000
- 2000 : Hello! Project 2000 Atsumare! Summer Party
- 2001 : Hello! Project 2001 Sugoizo! 21seiki
- 2001 : Hello! Project 2001 Together! Summer Party!
- 2002 : Hello! Project 2002 ~Kotoshi mo Sugoizo!~ (graduation de Lehua des Coconuts Musume et du Hello! Project)
- 2002 : Hello! Project 2002 ~One Happy Summer Day~
- 2003 : Hello! Project 2003 Winter ~Tanoshin Jattemasu!~
- 2003 : Hello! Project 2003 Natsu ~Yossha! Bikkuri Summer!!~
- 2004 : Hello! Project 2004 Winter ~C'mon! Dance World~ (graduation de Natsumi Abe des Morning Musume)
- 2004 : Hello! Project 2004 Summer ~Natsu no Doon!~ (graduation de Nozomi Tsuji et de Ai Kago des Morning Musume)
- 2005 : Hello! Project 2005 Winter All-Stars Dairanbu ~A Happy New Power! Iida Kaori Sotsugyô Special~ (graduation de Kaori Iida)
- 2005 : Hello! Project 2005 Winter ~A Happy New Power!~ Akagumi
- 2005 : Hello! Project 2005 Winter ~A Happy New Power!~ Shirogumi
- 2005 : Hello! Project 2005 Natsu no Kayô Show -'05 Selection! Collection!-
- 2006 : Hello! Project 2006 Winter ~Wonderful Hearts~ (Wonderful Hearts)
- 2006 : Hello! Project 2006 Winter ~Elder Club~ (Elder Club)
- 2006 : Hello! Project 2006 Winter ~Zeninshû Go!~
- 2006 : Hello! Project 2006 Summer ~Wonderful Hearts Land~ (Wonderful Hearts)
- 2007 : Hello! Project 2007 Winter ~Wonderful Hearts Otome Gocoro~ (Wonderful Hearts)
- 2007 : Hello! Project 2007 Winter ~Elder Club The Celebration~ (Elder Club)
- 2007 : Hello! Project 2007 Winter ~Shûketsu! 10th Anniversary~
- 2007 : Hello! Project 2007 Summer 10th Anniversary Dai Kanshasai ~Hello☆Pro Natsu Matsuri~
- 2008 : Hello! Project 2008 Winter ~Wonderful Hearts Nenjûmukyû~ (Wonderful Hearts)
- 2008 : Hello! Project 2008 Winter ~Kashimashi Elder Club~ (Elder Club)
- 2008 : Hello! Project 2008 Winter ~Kettei! Hello☆Pro Award '08~
- 2008 : Hello! Project 2008 Summer Wonderful Hearts Kôen ~Hishochi de Date Itashima Show~ (Wonderful Hearts)
- 2009 : Hello! Project 2009 Winter Wonderful Hearts Kôen ~Kakumei Gannen~ (Wonderful Hearts)
- 2009 : Hello! Project 2009 Winter Elder Club Kôen ~Thank you for your Love!~ (Elder Club)
- 2009 : Hello! Project 2009 Winter Kettei! Hello☆Pro Award '09 ~Elder Club Sotsugyô Kinen Special~
- 2009 : Hello! Project 2009 Summer Kakumei Gannen ~Hello! Champloo~
- 2010 : Hello! Project 2010 Winter Kachôfûgetsu ~Shuffle Date~
- 2010 : Hello! Project 2010 Winter Kachôfûgetsu ~Mobekimasu!~
- 2010 : Hello! Project 2010 Summer ~Fankora!~
- 2011 : Hello! Project 2011 Winter ~Kangei Shinsen Matsuri~
- 2011 : Hello! Project 2011 Summer ~Nippon no Mirai wa Wow Wow Live~
- 2011 : Hello! Project 2011 Summer ~Nippon no Mirai wa Yeah Yeah Live~
- 2012 : Hello! Project 2012 Winter Hello☆Pro Tengoku ~Funkychan~
- 2012 : Hello! Project 2012 Winter Hello☆Pro Tengoku ~Rockchan~
- 2012 : Hello! Project Tanjô 15 Shûnen Kinen Live 2012 Natsu ~Ktkr (Kitakore) Natsu no Fan Matsuri!~
- 2012 : Hello! Project Tanjô 15 Shûnen Kinen Live 2012 Natsu ~Wkwk (Wakuwaku) Natsu no Fan Matsuri!~
- 2013 : Hello! Project Tanjô 15 Shûnen Kinen Live 2013 Winter ~Viva!~
- 2013 : Hello! Project Tanjô 15 Shûnen Kinen Live 2013 Winter ~Bravo!~
- 2013 : Hello! Project 2013 Spring Haru no Dai Kansha Hinamatsuri Festival ~Berryz Kobo 10nenme Totsunyuu Special!~
- 2013 : Hello! Project 2013 Spring Haru no Dai Kansha Hinamatsuri Festival ~Thank You For Your Love!~
- 2013 : Hello! Project 2013 Summer "Cool Hello! ~Sorezore!~"
- 2013 : Hello! Project 2013 Summer "Cool Hello! ~Mazekoze!~"
- 2013 : Hello! Project! Countdown Party 2013 ~ Good Bye & Hello

### Compétitions
Les "Hello! Project Sports festivals" (festivals sportifs) sont des compétitions sportives entre toutes les membres et élèves du H!P divisées en deux équipes, se déroulant en public dans un stade sur une journée, composées d'épreuves plus ou moins sérieuses, et clôturées par un mini-concert. Le H!P crée aussi ses propres équipes sportives, comme son équipe de futsal Gatas Brilhantes H.P. avec certaines de ses vedettes, pour jouer dans des compétitions de célébrités, courantes au Japon.
- Hello! Project Daiundōkai 2001 (Saitama Super Arena)
- Hello! Project Daiundōkai 2002 (Osaka Dome)
- Hello! Project Sports Festival 2003 (I) (Osaka Dome)
- Hello! Project Sports Festival 2003 (II) (Tokyo Dome)
- Hello! Project Sports Festival 2004 (I) (Toyota Stadium)
- Hello! Project Sports Festival 2004 (II) (Saitama Super Arena)
- Hello! Project Sports Festival 2006 ~Hello!Diva Athlete~ (Saitama Super Arena)